# Mariposas (Bolivia)
Mariposas es una localidad boliviana perteneciente al municipio de Puerto Villarroel, ubicado en la provincia de Carrasco del departamento de Cochabamba. En cuanto a distancia, Mariposas se encuentra a 210 km de la ciudad de Cochabamba, la capital departamental. La localidad forma parte de la Ruta Nacional 4 de Bolivia. 
Según el último censo de 2012 realizado por el Instituto Nacional de Estadística de Bolivia (INE), la localidad cuenta con una población de 2780 habitantes y está situada a 220 metros sobre el nivel del mar.

## Demografía

### Población de Mariposas
| Año  | Población | Fuente                  |
| ---- | --------- | ----------------------- |
| 1992 | 890       | Censo boliviano de 1992 |
| 2001 | 1980      | Censo boliviano de 2001 |
| 2012 | 2780      | Censo boliviano de 2012 |